# Escala del dogmatismo
El concepto de dogmatismo fue teorizado en 1966 por Milton Rokeach y Fred N. Kerlinger como alternativa a los trabajos de Adorno y otros sobre la personalidad autoritaria, cuya teorización del fenómeno autoritario se circunscribía a la esfera política de derechas. Rokeach señaló que puede haber autoritarios tanto de derechas como de izquierdas y de centro, y afirmó que el sujeto dogmático suele tener una personalidad autoritaria, cerrada, rígida y temerosa con independencia de su ideología política.
Se trata de una teoría factorial de la personalidad medible a través de la escala D de dogmatismo, donde se estudia el fenómeno del dogmatismo como resultado de la convergencia de tres conjuntos de variables: sistema cerrado de creencias, autoritarismo e intolerancia que se miden a través de una serie de rasgos comunes.
Los que puntúan alto en la escala D suelen ser rígidos de mente, fácilmente irritables, conformistas, con una actitud inmadura y con una gran tendencia a la frustración frente a los argumentos contrarios y la percepción de la realidad como una amenaza. Tienden a adoptar posturas autoritarias e intolerantes contra los demás o a adoptar prejuicios e ideas estereotipadas.